# Sztarobaltacsevo
Sztarobaltacsevo (orosz betűkkel: Старобалта́чево, baskír nyelven: Иҫке Балтас) falu Oroszországban, a Baskír Köztársaságban, a Baltacsevói járásban, melynek székhelye.

## Népesség
- 2002-ben 5 601 lakosa volt, melynek 85%-a baskír.
- 2010-ben 5 598 lakosa volt.